# 张作霖
张作霖（1875年3月19日—1928年6月4日），字雨亭，乳名老疙瘩，奉天省海城縣人，民间喜人多以張大帥、雨帅称之，西方学术界则称其为奉天之虎（Mukden Tiger）。中华民国政治人物、奉系军阀首领，曾任中华民国陸海軍大元帥，于1919年至1928年逝世前，为实质掌控中国东北地区的最高领导人，号称“东北王”。
1875年，张作霖出生于海城县的一户贫农家庭，曾投身毅军参加甲午战争，后返乡投身绿林，在义和团运动中以“保险队”之名不断壮大实力，成为辽西的一股重要民间武装，清政府因无力征剿，遂于1903年将其招安为正规军。在剿灭辽西、蒙古等地的匪帮后，以“率兵勤王”为由进入奉天协助时任东三省总督赵尔巽镇压辛亥革命。袁世凯就任临时大总统后被任命为第二十七师师长，通过排挤冯德麟、段芝贵等人逐渐巩固了在奉天的势力，于1916年就任奉天督军。此后又安插亲家鲍贵卿为黑龙江督军、逼迫吉林督军孟恩远退位，成功将奉系军阀的势力范围扩张至整个东三省。
统一东北后，张作霖开始与其他关内军阀争夺政权，先后参与了直皖战争、第一次直奉战争和第二次直奉战争，1924年奉军攻入北京，张作霖成为中央政府的实际统治者。1926年北伐战争爆发后，张作霖在军事会议上被推举为安国军总司令。1927年于北京中南海怀仁堂就任中华民国陆海军大元帅，代表中华民国行使统治权，成为北洋政府最後一任国家元首。1928年6月4日，张作霖乘坐的火车在皇姑屯被日本帝國关东军预埋的炸藥炸毁，使他身受重伤，不久後去世，史称皇姑屯事件。张作霖死後，其子張學良接掌東北軍政，隨後宣布歸順國民政府，中国自此实现形式上的统一。

## 生平

### 早年闯荡
张作霖祖籍河北大城，父系祖先為李姓，因過繼母系而改張姓:66，因道光年间连年遭灾，张作霖的曾祖父张永贵为谋生而闯关东，落脚于奉天省黑山县高山子，后几次搬家。其父张有财开店做买卖但并不富裕，与妻子王氏育有長子張作泰、次子張作孚，三子张作霖:15。
张作霖於1875年3月19日（清光绪元年2月12日）生于奉天省海城（今遼寧境内），1887年，张作霖13岁时曾入杨景镇的私塾讀書修業，但仅三个月后就因脾氣暴躁而輟學。同年，大哥张作泰因与邻家妇女发生关系，被父亲張有財殴打，不久便因内伤去世，此事对张作霖影响很大:17。次年，其父张有财在赌场围观时，因揭发地主王某詐賭，回家途中被王某用镰刀打成重傷，回家後傷重不治。張作霖與兄長張作孚為了報仇，潛入王某的家中去行刺王某，在寻找王某的过程中，張作霖不慎手槍走火，流彈擊中了一名王家的佃户老妇，张作霖趁乱逃走，張作孚一肩扛下所有罪過以力保張作霖，於是張作孚被判處斬首。經過張家用盡銀錢疏通，又改讓張作孚的一位「二伯父」頂罪，判刑十年。此后，张作霖便面臨淪落街頭的窘境。
1888年，母亲王氏出于无奈，举家迁往广宁县（今北镇市）的娘家暂住。这时期的张作霖以四處打零工為生，曾做過燒餅攤販、跑堂、木匠、貨郎等，還去深山裏採過藥草跟人參，四處漂泊，後向繼父李氏學獸醫，学得相马和医马的技术，两年后到图河堡大车店当佣工。当时的巨匪冯麟阁、杜立三常于图河堡一带出没落脚，張作霖因為性格豪爽，所以跟他們关系良好，時常貿易馬匹:3。
1892年，张作霖离开图河堡，流落营口县高坎镇杜家店当佣工:3。张作霖与当地人于六合伙开兽医桩，但于六小妾二兰子钟情于张作霖，被张作霖拒绝，反诬他对其不轨，张作霖遭到于家毒打险些丧命。该镇老人常则春为其说情，张作霖拜常为义父，并在常家落脚，除干零活外仍出没于赌场:4。张作霖与当地美女祝大菊、祝二菊发生关系，霸占祝氏姐妹的当地财主于二得知后，便追杀张作霖，要与其拼命。张作霖躲在常家多日不敢露面。张作霖两次受辱后，身体每况愈下，一日晕倒在于郎轩门前，被于母救起，拜其为干娘。张作霖感到在高坎已抬不起头，在义父常则春的资助下离开高坎镇:4。流浪至田庄台:3。
1894年，甲午战争爆发，张作霖经曾在继父处治马的赵德胜介绍，投入毅军，张作霖深受马玉昆的赏识，被提拔为骑兵哨长。此后，张作霖随军征战辽南，转战复州、盖平、海城等地与日军交战:4。
1895年春，日军进攻田庄台，张作霖在战役中幸存，不久清廷与日本签订《马关条约》，毅军奉旨调回关内，张作霖不愿离开家乡，便趁开拔混乱之际，当逃兵离开了清军:334。回到故里后，与黑山县赵家庙地主赵占元次女赵春桂结婚，在海城县高坎村开兽医庄营生，当时各类人等都到兽医庄给马治病，张因此结交了许多绿林朋友:4。
1896年，经冯麟阁介绍，张作霖投入广宁董大虎匪帮，担任「兰把子」，但张作霖对董大虎抢劫妇女的行为日益不满，两个月后便脱离匪帮:2。

### 保境安民
1900年，义和团运动爆发，俄国沙皇尼古拉二世趁机派遣军队入侵东北，使当时东北的社会秩序陷入极大混乱，各地乡绅、财主纷纷成立「保险队」、「团练」、「大团」等地方武装以求自保。张作霖见状便向丈人家提出要办「保险队」的想法，在赵占元和乡绅李龙石的帮助下，张作霖成立了一支约二三十人的“保险队”，活动于赵家庙一带。主要负责维持周围村庄的治安，并收取保险费，抵御外来的土匪抢劫:4。同年秋，娶继配卢寿萱:28。赵家庙保险队比其他团练组织更有纪律性，名声越来越大，中安堡的乡绅们也纷纷请求张作霖的保护，张作霖的「保险区域」不断扩大，顶峰时期达到二十多个村庄:3一向将中安堡视为自己势力范围的金寿山对此不满，为夺回地盘，金派干儿子潜入赵家庙保险队内部。小年当天，金的干儿子以探亲为名，向金寿山告密，决定于除夕举事:5。
1901年2月18日（农历腊月三十），张作霖因筹备过年事宜而疏于防范。当天夜里，金寿山带着人马冲进赵家庙，张作霖仓促应战，率众人突出重围，逃至台安北部的姜家屯附近:4。之后的几个月，张作霖率领几名亲信沿辽河活动，收集残部并拉拢新人入伙:5。6月3日，其长子张学良出生:369-370。张作霖决定投靠当地最大的保险队头目冯麟阁，经过八角台（今台安县）时，与当地团练长张景惠结识，在张景惠的支持下，张作霖就任八角台自卫团团练长，与张景惠的人马合流，达七十余人。不久，张作相率部来投，奠定了日后奉系军阀崛起的基础:4。

### 受抚建功

#### 新民受抚
1902年春，张作霖逐渐在八角台巩固势力，手下人马达到三四百人，成为当时辽西团练中的大股，当地举人刘春烺力劝张作霖接受官府的招安，这一想法迎合了张作霖日益膨胀的政治野心:7。与此同时，辽西一带的“保险队”实力日益膨胀，已经构成与官府相抗衡的局面，同时为了防范俄国继续增兵东北，奉天省地方官员开始筹划招抚民间私团:83。2月7日，时任新民厅抚民同知廖彭上书盛京将军增祺和奉天交涉总局，增祺采纳意见后，决定成立招抚局，收编各地的地方武装以补充官兵之不足:83。
张作霖探听到增祺的三姨太准备从北京返回奉天，经过新立屯附近时被张作霖埋伏已久的人马将队拦截，车上物资及士兵枪械被全部收缴，一并押送至新立屯街上，张作霖将增祺三姨太安置在上宾房间，又谦逊向其自荐，增祺三姨太随即表示如果能让她平安回到奉天，便会向增祺举荐张作霖。次日，张作霖将缴获物品全部归还，并准备了一份厚礼送上，并亲自护送增祺三姨太的车队离开了新立屯:7。
在此之后，张作霖又请当地的名士张紫云、杜泮林等以地方士绅的身份联名写信给官府保荐自己:84。1902年10月15日，增祺批准招抚张作霖等人。11月9日，新任新民府知府增韫率队亲临八角台点检张作霖的队伍，依照正规军队编制，将张作霖部下250人编成「新民府巡警前营马队」，任马队帮带:85。
1903年7月，因在剿匪行动中表现出色而得到知府增韫的提拔，被委任为新民府巡防马步游击队管带:8。

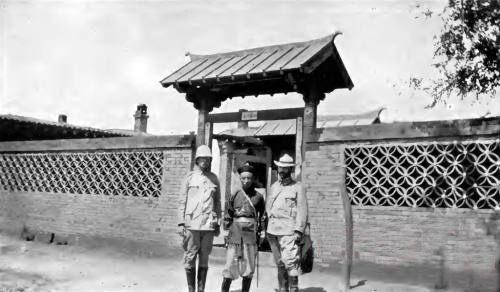
日俄战争时期的张作霖在衙门前与美国外科医生路易斯·利文斯顿·希曼（右）合影

1904年日俄战争爆发，张作霖未像其他多数武装力量一样选择直接协助日本打击俄国，而是扮演两面派的角色。在战争初期，张作霖为俄军探察敌情，收集情报，给俄军以种种帮助，同时也与一些日本军队合作:3-4。当日军占领新民时，张作霖被宪兵逮捕并被当做俄国特务判处死刑，所幸张提供了与日方合作的证据，以井户川辰三、田中义一为首的部分日本軍官决定将其宽赦，张得以安然脫身:387。
张作霖受抚后，在剿匪行动中表现得更为卖力:5。1906年，张作霖的巡防队被盛京将军赵尔巽扩编为右路巡防营，马步三营，张作霖任统带:9。在此期间，张作霖所部先后击溃苑四苑五兄弟、金凌宝帮、大小海子帮、高生帮、金生帮、田玉本帮等匪帮，击毙匪首张万里、张海东、六十三、唐占山、陈殿文、李二皇上等十余人:5-6。新民府知府增韫向上级夸赞张作霖道：“收抚降目，打仗奋勇，纪律严明。奋勉从公，颇知自爱，其安心向善，出于至诚”:9。
1907年，清政府裁撤东北将军体制，奉天、吉林、黑龙江改为行省，设东三省总督，负责东三省军政事务。6月17日，徐世昌出任第一任东三省总督，不久，徐世昌密派总督府发审处委员殷鸿寿会同张作霖缉拿辽西巨匪杜立三。经与殷鸿寿商量，张作霖认为缉拿杜立三“宜用智擒，不可强攻”，张作霖先以结义兄弟关系派张作相去青麻坎称总督徐世昌欲招抚杜立三弃暗投明，杜立三疑心深重，并未轻信:9。之后又请杜立三的本家叔叔、张作霖的义父黑山县秀才杜泮林写信劝说杜立三赴新民府晤面。杜立三赶赴新民后，张作霖设宴埋伏，以汤玉麟为首的几名壮汉在杜起身告辞时将其捉拿，当晚杜立三被殷鸿寿派人处死:9-10。听闻杜立三死后，徐世昌立刻报请清廷为张作霖请功，清廷朱批：“张作霖升任奉天巡防营前路统领，赏金五千两”。从此，经张作霖五载剿匪，辽西一带匪患基本肃清，社会治安渐趋稳定:10。

#### 蒙疆建功

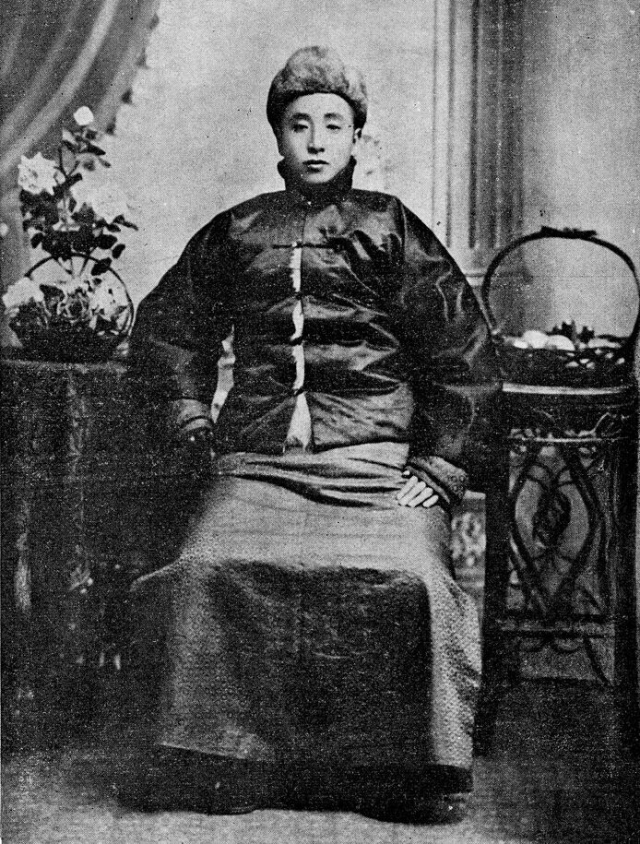
任清军统领时的张作霖

1908年，徐世昌调张作霖的前路巡防营移驻奉天省洮南府（今吉林省洮南市），追剿蒙古反清抗垦武装势力领袖陶克陶胡、白音大赉、牙什等人:86。驻扎洮南的孙烈臣部被徐世昌划归张作霖的建制，使张作霖所部增至3500人，兵力得到加强:11。与蒙匪交战初期，张作霖的剿匪部队常常反受蒙匪打击，收到受到官府的指责:86。
后来，在进剿过程中，张作霖逐渐摸索出应对蒙古骑兵的战术，战局逐渐好转:11。1908年6月，张作霖率部直捣龙王庙，将白音大赉手下的干将巴塔尔斩首于九龙山，迫使白音大赉西逃:87。1909年春，张作霖杀死白音大赉，生擒牙什:11。1910年4月，陶克陶胡被张作霖击败，被迫率残余人马逃往俄国，反清抗垦运动被平定:11。徐世昌称此次胜利“实非寻常剿匪之功可比”，清廷特赏张作霖顶戴花翎，并以总兵记名，升任洮南镇守使。宣统帝为表彰张作霖，特赐金丝九龙袍一件:87。10月11日，张作霖携手在剿灭陶克陶胡的战斗中作出重大贡献的七位同伴：马龙潭、吴俊陞、冯德麟、汤玉麟、张景惠、孙烈臣、张作相，在洮南府关帝庙结拜为义兄弟，这些人成为了日后奉系军阀中旧派的骨干成员。
在洮南期间，张作霖与当地士绅积极合作，巩固其政治、经济地位，如与郑家屯商人于文斗结为儿女亲家，其女于凤至嫁予张学良:16。但张作霖不满意驻防洮南，认为距离奉天省府较远，不如吴俊陞驻防郑家屯，距奉天城较近，得以“近水楼台”，故屡次要求调防，未达目的:17。

### 统一东北

#### 率兵勤王

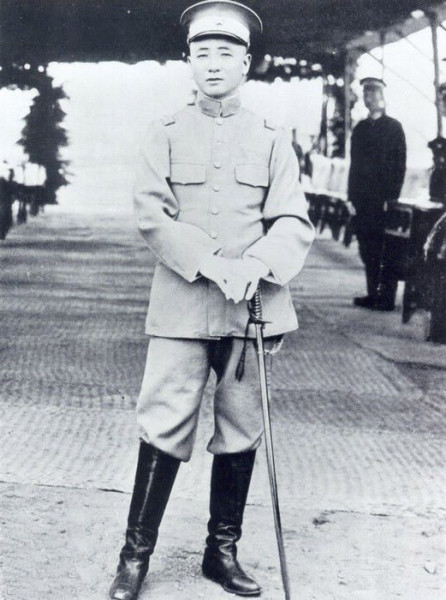
身着新军制服的张作霖

1911年10月10日，武昌起义爆发，各省响应。14日，正在黑龙江视察的东三省总督赵尔巽从龙江返回奉天，立即召集有关司、道头目开会，防止奉天同盟会会员响应武昌起义。11月6日，以张榕、蓝天蔚为首的同盟会辽东支部成员在北大营秘密集会，讨论奉天独立、驱逐总督赵尔巽事宜。由于缺乏警惕，被蓝天蔚部下第二混成协管带李鹤祥告密。赵尔巽为稳定局势，召集亲密僚属会议。会上，奉天咨议局副局长袁金铠提议急调驻扎洮南的张作霖所部入奉。赵尔巽采纳袁的建议，密电张作霖火速率部入奉监视新军:13。
11月8日，驻洮南的张作霖得此电报，便先率500精锐骑兵，连夜赴奉:17。11月11日，张作霖抵达省城奉天:177。11月12日，张榕、吴景濂等人在省咨议局召开“奉天国民保安会”成立大会，请赵尔巽到会发表政见。开会过程中，赵尔巽与革命党就奉天独立问题产生争执，张作霖以武力控制会场，吴景濂、张榕和其他倾向共和的人见此情景，纷纷离去:13-14。袁金铠趁机宣布继续开会，会议推举赵尔巽为会长，吴景濂、伍祥祯为副会长，袁金铠为参议部长，蒋方震、张榕为参议部副部长、聂汝清、张作霖为军事部副部长:18。
11月14日，赵尔巽约新军第二混成旅协统蓝天蔚入署，称“因南方风潮热烈，请君去调查”，并赠旅费银2000两。赵尔巽又请总参议蒋百里劝蓝从遣:14。张作霖则以武力威胁，逼迫蓝天蔚交出兵权:92。蓝天蔚被迫离开奉天，遁迹大连。:370。
12月31日，张作霖和潘矩楹、聂汝清等通电吉林、黑龙江、河南、山东等督抚称：“奉省已编就勤王之师，决心以铁血解决政体，愿与诸省对独立各省进行痛剿”:15。
1912年1月1日，张作霖与北洋军事将领48人联名通电，声称誓死拥护君主立宪，反对共和政体。1月2日，张作霖与孟恩远、马龙潭等又致电段祺瑞，再次表示可以随时“南下应援”，同时还致电北京各亲王，表示“争君主立宪以救危亡，非誓死决战不可”:180。
1月23日晚，奉赵尔巽之命，袁金铠和张作霖假意宴请张榕于奉天大西关平康里德义楼聚餐。饭后，袁托辞先去。酒后，张作霖与张榕出楼交谈时，其安排的便衣特务于文甲、高金山暗中向张榕连开三枪，张榕中弹身亡。同时，奉天回民画报社编辑田亚赟、张榕好友宝崑也被暗杀，即“奉天血案”:14。此后，张作霖的军队对奉天革命党人进行大规模的屠杀:93，东西南北关时有枪案发生，遇有剪发易服者，便登时杀死，无能幸免:18。同盟会在奉天省的起义最终被镇压下去:14。张作霖的军队规模也有所增加，赵尔巽把中路巡防营划归张作霖节制，共有14个营，约5000人:15。
张榕等被杀后，赵尔巽称赞张作霖“该统领不动声色，连毙三凶，实足以快人心”。特奏清廷为其请功，清廷破格升赏，任张作霖为关外练兵大臣，并将其所部改为新军第二十四镇:93。
同时，张作霖也频频向日本发出示好言论，谋求日本支持:10。1月26日，张作霖拜访日本驻奉天总领事落合谦太郎，宣称“本人认为与其将东三省委于南方人之手，勿宁让予外人更为了当。当此时刻，日本国如对本人有何指令，本人自必奋力效命”。作为替代方案，张作霖认为可以以旧都奉天为基地，建立一个独立的勤王堡垒:10。通过暂时隶属于张作霖的日本顾问町野武马，张作霖开始与日本宗社党头目川岛浪速接触，但会谈最后没有得出结果，因为日本政府对复辟行动没有明确的官方立场:11。1月31日，张作霖再次传言落合，表示“袁世凯终已逐渐附和共和，皇帝退位当不可免，东三省亦将失去足以拥戴之主宰。身为北人而附和南人之共和，甘受其制，本人宁死亦不屑为。果如此，尚不如依附日本为佳”。
这时，张作霖仍明确坚持保皇立场。2月2日，张作霖致电袁世凯，声明“如果皇帝退位，成立共和政府，本人即不听从指挥”:15。2月3日，张作霖第三次传言落合谦太郎，称“吾人已失去应为之效忠之皇帝，则依附同种之日本，乃属理所当然。……本人将拥戴肃亲王归依日本国”。2月5日，他又向落合表示“倘若日本对本人及东三省人民尚有关切之情，则本人率人依归，并非难事”:1。赵尔巽也反对共和政体，要求坚持君主立宪。袁世凯对奉天实力派采取怀柔政策，派密使赠送价值万余元的礼品，又派亲信段芝贵到奉天会晤赵尔巽等人进行疏通，说明清帝退位、建立共和是大势所趋。张作霖便迅速倒向袁世凯一方，支持共和:15-16。2月7日，肃亲王善耆的亲信河崎武拜访张作霖，希望张可以参与满蒙举事，张表面表示支持，实际已依附于袁世凯，不愿参与行动:33。2月14日，张作霖向袁世凯表示祝贺，表示：“国体既定，临时共和政府已建立，窃维推选袁世凯为大总统，实属至当”:182。
6月19日，驻奉天北大营的第二混成协在日本军官高山公通煽动下发动兵变，两日内为张作霖所镇压:183-184。此后，第二混成协被调往关内，张作霖所部成了驻防省城的唯一一支力量。7月，利用外蒙古独立事件，张作霖又呈请赵尔巽，为其不断扩充的部队解决了大量的军需装备。经过扩展，张作霖所统辖的兵力，仅其巡防营前路马步队就有16个营，巡防营中路还有马步队10个营，外加炮兵、辎重兵等，总计已近30个营:185。

#### 二十七师师长

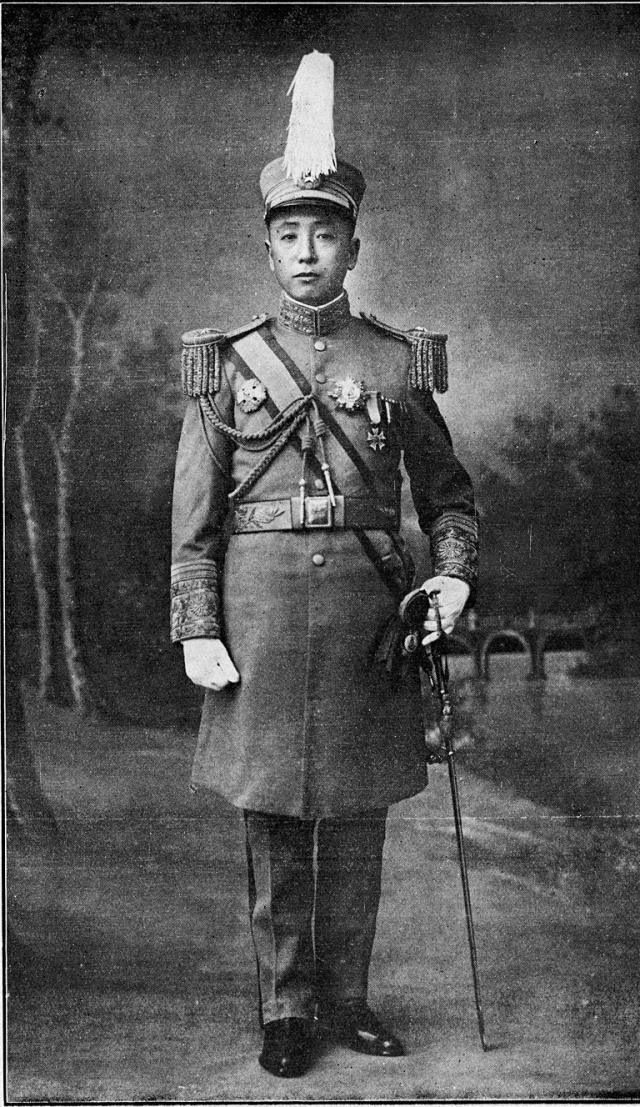
1912年，任第二十七师师长时的张作霖

1912年9月11日，张作霖被袁世凯任命为陆军中将、陆军第二十七师师长:89。12月11日，张作霖秘密拜访了日本关东都督福岛安正和奉天满铁公所所长佐藤安之助，希望得到他们的援助。
1913年3月31日，袁世凯以筹商边疆要政名义，于中南海召见张作霖。会后，张作霖决定依附袁世凯反对国民党:17。12月，张作霖又两次拜访福岛安正，表示他“打算作都督”“希望得到日本的具体援助”。
1914年8月，袁世凯意图命张作霖任护军使，将其调往内蒙古，张作霖得此消息，立即致电段祺瑞“中央欲以护军使将军等职相待，此等牢笼手段，施之他人则可，施之作霖则不可”，又鼓动奉天绅商、巨贾上书“张师长生长奉土，习知奉事”。在张作霖的操纵下，此事不了了之:9。
二十一条谈判期间，张作霖致电大总统袁世凯表示：“中日交涉丝毫不可让步，如交涉破裂，愿率全师进行决战，驱逐日寇，否则一死殉国”:42。
1915年7月，袁世凯为其复辟帝制做准备，窥探诸将对帝制的态度，电召各省将军入京述职，就帝制问题进行试探:17。张作霖的名字位列时任奉天将军张锡銮之后:95。7月25日，张作霖进京面见袁世凯，表示“作霖不才，只有一个心眼忠心报国，行动听大总统指挥，前程全靠大总统栽培”:18。8月19日，张作霖回到奉天。8月22日，反对复辟帝制的张锡銮被调离奉天，段芝贵继任奉天将军兼巡按使:97。10月，张作霖以镇安上将军段芝贵代表的身份，到汉城参观始政五周年博览会，拜会日本驻朝鲜总督寺内正毅。12月11日，袁世凯被参议院拥戴为皇帝，年号洪宪，封张作霖为二等子爵。
1916年2月12日，进京觐见袁世凯，袁因南方战事陷入焦灼而请求张作霖的第二十七师入关南征，但张本人在回奉之后并未落实。3月16日，张作霖启程返奉。17日，张作霖授意《东三省公报》登载奉天省议会、国民代表及绅商各界联合通电：“顷闻政府有抽调张师长南征之议，代表等曷胜惶恐。撤此干城，省民何依？特此呼吁政府另派他军代行”:99。
4月初，张作霖响应奉天省议会和各界商绅的“奉人治奉”主张，与陆军第二十八师师长冯德麟密约发动政变驱逐段芝贵:99。在驱逐段芝贵的过程中，张作霖首先告密段芝贵“官兵要惩办帝制祸首”，惊恐的段芝贵立即电请中央赴津养病，并调用专车一列用以搬运官款和军火。张作霖佯装不知，派孙烈臣护送专列，暗中通知冯德麟中途截车。经沟帮子车站时，专列被冯德麟部截住，段将所带官款和军火卸下后，孙烈臣才上车报告“…经张师长与各界婉商多时，才答应放行”:10。段在回京后向袁世凯提出辞职，推荐张作霖继任，4月22日，张作霖被任命为盛武将军，23日，暂署督理奉天军务兼代理奉天巡按使。

#### 初秉奉天
1916年4月24日，张作霖上台后，为稳定政局，通饬军警各界加强防务，“城乡一律实行连坐法规”，以保治安。并主持召集政务、财务两厅长及有关人员会议，会议决定将两署人员裁去百余名，并拟减去薪俸十余万元，以缓解奉天省财政危机:131。28日，桓仁县爆发反袁起义，组织“辽东护国军”，张作霖于5月5日委派汤玉麟赴桓仁“剿匪”:131-132。
前清宗室中与日本人勾结的宗社党在东北进行复辟活动，1916年5月中旬，日本军官土井市之助等人在奉天满铁附属地内，召集日方军职人员，密议了杀张计划，决定组成“满蒙决死团”执行杀张任务。5月27日，关东都督中村觉赴奉天访问，张作霖率部前往南满铁路车站迎接，归途中，“满蒙决死团”刺客日本陆军预备少尉三村误认汤玉麟为张作霖，便向其投掷炸弹，汤玉麟的多位侍从被炸身亡，汤本人也受些轻伤。行于之后的张作霖听到爆炸声后与其卫士互换上衣，在张作霖策马经过奉天图书馆时，又有一刺客从图书馆门洞向张投出炸弹，由于投弹距离近，投弹人自己被炸身亡，张作霖幸免于难。此次刺杀事件使张作霖对日本产生了既恐惧又怀疑的心理:67-68。
5月28日，蒙古人巴布扎布在喀尔喀河发动叛乱，张作霖命吴俊陞率部镇压。6月7日，张作霖致电黎元洪，祝贺其就任大总统，后又与吉林将军孟恩远、黑龙江将军毕桂芳电商东三省善后事宜，大致协定“一、三省宜协力以保卫疆土；二、三省协力拥护中央政府；三、援助中央政府，迅速统一南北，实行宪政；四、有关三省事宜，应随时协商，以免纷歧”:133-135。

#### 染指黑吉
1917年5月28日，张作霖以段祺瑞被免去总理职务为藉口，恐嚇总统黎元洪，如黎不答应要求，他将在奉天独立，同日致电张勳、赵倜等北洋系督军，求望合作以武力推翻北京政府。后来以对方支持张勋复辟为借口，在几年内铲除了黑龍江督军许兰洲，并任命自己的亲家鲍贵卿担任黑龙江督军，又依仗日军制造的宽城子事件逼迫吉林督军孟恩远退位，逐步控制了整个东北。1916年，吞并冯德麟的第28师，增编第29师。1918年2月先后增编1个师和5个混成旅。1918年9月任东三省巡阅使后，控制三省军政大权，所掌握的军队除奉天4个师（第27师，28师，29师，奉天暂编陆军第1师）和5个混成旅外，还有吉林5个混成旅和黑龙江3个混成旅、2个骑兵旅。后来又曾吸收热河的陆军第16师。

### 逐鹿中原
1920年直皖战争中支持直系，获胜，势力扩展到山海关关内，张以东三省巡阅使的身份成为为实授北洋上将。奉系军队握有4个方块师、23个混成旅、3个骑兵旅及若干个独立团的庞大兵力，编制与番号仍为北洋定制。
1922年4月10日起，奉军入关，分为西、东两路军。兵力约12万人。改称“镇威军”，张作霖自任总司令，孙烈臣为副司令：
- 西路军总司令张景惠，司令部设在长辛店。分为3个梯队：
  - 第一梯队司令张景惠兼
  - 第二梯队司令邹芬
  - 第三梯队司令郑殿升
- 东路军总司令张作相，司令部设在落垡。分为3个梯队，另外配属骑兵集团。
  - 第一梯队司令张作相兼
  - 第二梯队司令张学良，辖张学良的暂编奉军第3混成旅、郭松龄的暂编奉军第8混成旅、蔡平本的暂编奉军第4混成旅。
  - 第三梯队司令李景林
  - 骑兵集团司令許蘭洲，参谋长常荫槐。

第一次直奉战争。奉系败北，撤回关外。张宣布东北“自治”，脱离了中央管辖，所部番号一律改为“东三省陆军”，独立编号。以旅为平时编制单位，军为战时组编单位。除保留原有的第27、29、奉天暂1师等三个方块师的番号外，其余一律统编为旅，共计27个旅（含师属旅）和5个骑兵旅。
1924年第二次直奉战争，奉军仍称“镇威军”，入关部队编为6个军，总数约14─17万人。张作霖自任总司令：
- 第一军司令姜登选
- 第二军司令李景林
- 第三军司令张学良
- 第四军司令张作相
- 第五军司令吴俊陞
- 第六军司令許蘭洲

### 入主京畿
第二次直奉战争奉系取胜，段祺瑞就任臨時執政，但由張作霖幕后控制北洋政府。1925年3月23日，张作霖在沈阳召开军事会议，决定东省军队以师为平时编制单位陆军共编为二十个师，另有十一个独立旅。总计69个旅加其他独立部队。军作为战时编制，自然撤销。
- 东北陆军第一师李景林（第一旅窦联芳、第二旅王宾、直隶第一旅王丕焕、直隶第二旅马瑞云、直隶第三旅张宪、直隶第四旅胡毓坤、直隶第五旅朱毓清、补充第一旅吕正朝、补充第二旅赫文胥、补充第三旅尹立泰）
- 东北陆军第二师张宗昌（第三旅褚玉璞、第二十八旅程国瑞、第二十九旅许琨、第三十旅毕庶澄、卫队旅方永昌、补充旅姚霁）
- 东北陆军第三师阚朝玺（第四十二旅袁永朔、第四十三旅刘山胜、骑一旅张联同、骑二旅常万里）
- 东北陆军第四师张学良（第十九旅栾云奎、第二十七旅宋九龄）
- 东北陆军第五师赵恩臻（第十二旅孙旭昌、第三十三旅范浦江）
- 东北陆军第六师郭松龄（第二旅刘伟、第三十四旅陶经武）
- 东北陆军第七师高维岳（第五旅刘维勇、第六旅刘振东）
- 东北陆军第八师丁喜春（第二十五旅钱忠山、第三十五旅田德胜）
- 东北陆军第九师汲金纯（第十四旅杨德生、第三十六旅李梦庚）
- 东北陆军第十师齐恩铭（第十六旅温玉瓒、第三十七旅刘联瑞）
- 东北陆军第十一师汤玉麟（第七旅张龙文、第三十八旅孟昭田）
- 东北陆军第十二师裴春生（第四旅霁云、第三十九旅朱继先）
- 东北陆军第十三师张九卿（骑三旅萧国庆、骑六旅武汉卿）
- 东北陆军第十四师穆春（骑一旅徐永和、骑七旅王永清、骑八旅于芷山、独三十旅齐占九、骑兵第一游击队张海鹏、骑兵第二游击队刘国勋）
- 东北陆军第十五师张作相（第十五旅熙洽、第二十六旅李桂林）
- 东北陆军第十六师于深澄（骑十旅赵芷香、骑十四旅杨遇春）
- 东北陆军第十七师万福麟（骑四旅张殿九、骑五旅马占山）
- 东北陆军第十八师吴俊陞（第十五旅梁忠甲、第二十二旅王树常）
- 东北陆军第十九师李爽垲（第四十三旅荣臻、第四十一旅朱同勋）
- 东北陆军第二十师邢士廉（第二十四旅赵鸣皋、第三十一旅朱栋臣）
- 独立步兵：东北陆军第八旅丁超、东北陆军第九旅陈玉昆、东北陆军第十一旅巴英颌、东北陆军第十七旅张明九、东北陆军第十八旅张焕相、东北陆军第十三旅吉兴、东北陆军第二十一旅李振声
- 独立骑兵：东北骑兵第二旅彭金山。
- 独立炮兵：东北炮兵第一旅邹作华、东北炮兵第二旅魏益三。

1925年10月，由师--旅的编制，改成军团---军---旅。初步编成6个军团：
- 第一军团军团长：李景林
- 第二军团军团长：张宗昌
- 第三军团军团长：张学良
- 第四军团军团长：韩麟春（原为姜登选）
- 第五军团军团长：张作相
- 第六军团军团长：吴俊陞

第三军团副军团长、津榆驻军司令部副司令（司令由第三军团长张学良兼任），新组的第10军军长，原第6师师长郭松龄反奉，依托7个师：
- 东北陆军第四师张学良（第十九旅栾云奎、第二十七旅宋九龄）
- 东北陆军第五师赵恩臻（第十二旅孙旭昌、第三十三旅范浦江）
- 东北陆军第六师郭松龄（第二旅刘伟、第三十四旅陶经武）
- 东北陆军第七师高维岳（第五旅刘维勇、第六旅刘振东）
- 东北陆军第十师齐恩铭（第十六旅温玉瓒、第三十七旅刘联瑞）
- 东北陆军第十二师裴春生（第四旅霁云、第三十九旅朱继先）
- 东北陆军第十三师张九卿（骑三旅萧国庆、骑六旅武汉卿）

其中骑兵13师师长张九卿置身事外，其他4个师赵恩臻、高维岳、齐恩铭、裴春生以及上校以上军官30多人持犹疑反对态度，被郭松龄逮捕押往天津李景林处关押，占了郭部高级军官的30%多。郭提拔各师的旅长任反奉的国民军各军长。
郭松龄反奉失败后，奉军在原来的军团基础之上再编成方面军团，初期编成4个方面军团；至安国军时期最终编成7个方面军团。为方面军团－军－旅体制：
- 第一方面军团军团长：孙传芳
  - 第1军军长：孙传芳（兼）
  - 第2军军长：郑俊彦；
  - 第3军军长：李宝璋
- 第二方面军团军团长：张宗昌
  - 第1军军长：张宗昌（兼）；
  - 第2军军长：张敬尧；
  - 第4军军长：方永昌；
  - 第5军军长：王栋；
  - 第7军军长：许琨；
  - 第8军军长：柴云升；
  - 第11军军长：吴奠卿；
  - 第12军军长：寇英杰；
  - 第13军军长：刘志陆；
  - 第15军军长：刘文钊；
  - 第22军军长：许宝祥；
  - 第30军军长：毛思义
- 第三方面军团军团长：张学良
  - 第8军军长：万福麟；
  - 第9军军长：高维岳；
  - 第10军军长：王树常；
  - 第11军军长：富双英；
  - 第2军军长：于学忠
  - 炮兵军军长：邹作华
- 第四方面军团军团长：韩麟春、杨宇霆（代）
  - 第15军军长：汲金纯；
  - 第16军军长：胡玉坤；
  - 第17军军长：荣臻；
  - 第29军军长：戢翼翘
  - 预备军军长：富占魁
- 第五方面军团军团长：张作相
  - 第12军军长：汤玉麟；
  - 第30军军长：于芷山；
  - 第31军军长：郑泽生；
  - 第15师师长：张作相（兼）
- 第六方面军团军团长：吴俊陞
- 第16师师长：于琛澂；
  - 18师师长：吴俊陞（兼）；
  - 第9旅旅长：陈玉昆；
  - 第12旅旅长：张明九；
  - 第18旅旅长：张焕相；
  - 第21旅旅长：李振声；
  - 第30旅旅长：齐占九；
  - 骑2旅旅长：程志远
- 第七方面军团军团长：褚玉璞
  - 第6军军长：徐源泉；
  - 第14军军长：孙殿英；
  - 第15军军长：褚玉璞（兼）；
  - 第16军军长：袁振青；
  - 第17军军长：曲同本；
  - 第20军军长：李藻麟；
  - 第21军军长：王振；
  - 第23军军长：杨晴臣；
  - 第28军军长：纪元林

1926年4月，段祺瑞於反奉戰爭中下台，5月張作霖於反奉戰爭中击败冯玉祥，直接控制北洋政府。6月入北京，与吴佩孚会面，其後往返于天津與奉天之间。7月9日，广东國民政府的國民革命军总司令蔣介石，率国民革命军北伐。因孫傳芳、吳俊陞、張宗昌、閻錫山、寇英傑、劉鎮華等十六人推戴，12月1日在天津蔡家花園就任為安國軍總司令，統一指揮對革命軍作戰。在安国军军政府（中华民国陆海军大元帅府）成立后，为壮大声势，将旅改为师，成为方面军团－军－师的体系。

1927年9月25日北洋政府公告制定的「大元帥旗」，以五色旗為底，靠旗桿上角白色正方形內，繡製十二章大勋章。

1927年6月16日在北京被孫傳芳、張宗昌、吳俊陞、張作相等擁為中华民国军政府陸海軍大元帥，成為北洋政府最後一任統治者。6月18日在中南海怀仁堂就任大元帅，行使大總統职權，并令潘復组织军政府内阁。蔣介石集中優勢兵力，專門攻擊奉魯軍薄弱環節山東地區；而在河北、山西一帶則採取守勢，只投放有限兵力，比張作霖之戰略步署略高一籌:391。

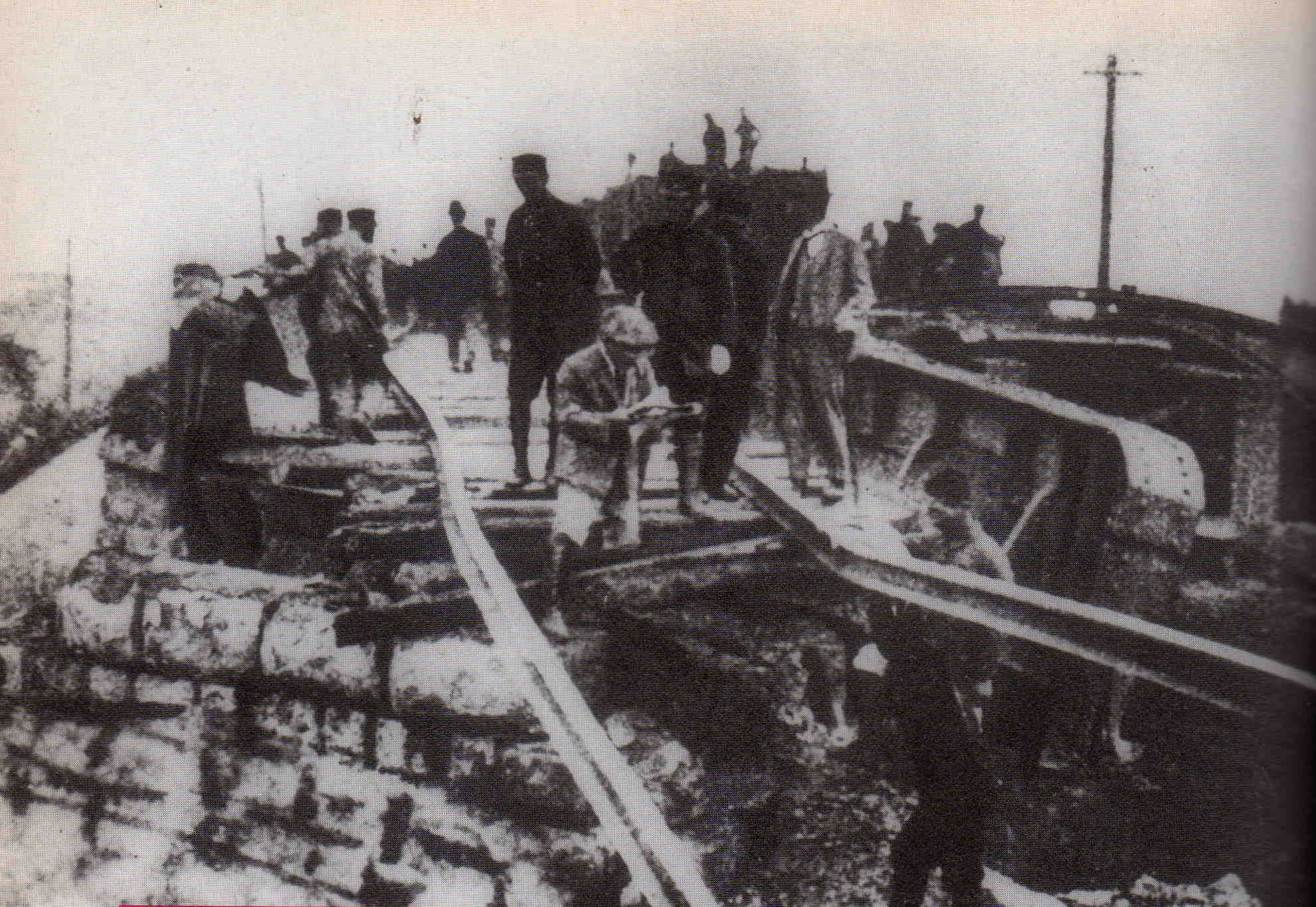
皇姑屯事件

### 魂断皇姑
1928年5月，山东济南发生五三惨案，日军与北伐军发生冲突。是年5月9日，张作霖呼吁南北双方停战，合力对抗日本侵略，在通电中表示“佥以国内苦战，外侮趁虚而入”应“以侮释嫌，合力抗外，必得世界之同情，对内更多符多年国民之要求”。他表示愿意派人到南京召开善后会议，商讨统一问题:377-378。
同年6月3日夜，张作霖乘火车由北京返回奉天，次日凌晨5点，在东北军控制的京奉铁路与南满铁路交界处的皇姑屯站被炸死。通常认为谋杀计划由日本关东军高级参谋河本大作大佐具体制定，奉天特务机关长秦真次、土肥原贤二参与策划，由时任日本关东军司令村冈长太郎中将下令执行。
张作霖死后，其子张学良繼任，继续统领东北。张学良不久宣布“东北易帜”，棄五色旗，改用青天白日滿地紅旗，歸順國民政府。自此中国实现形式上的统一。

## 年谱

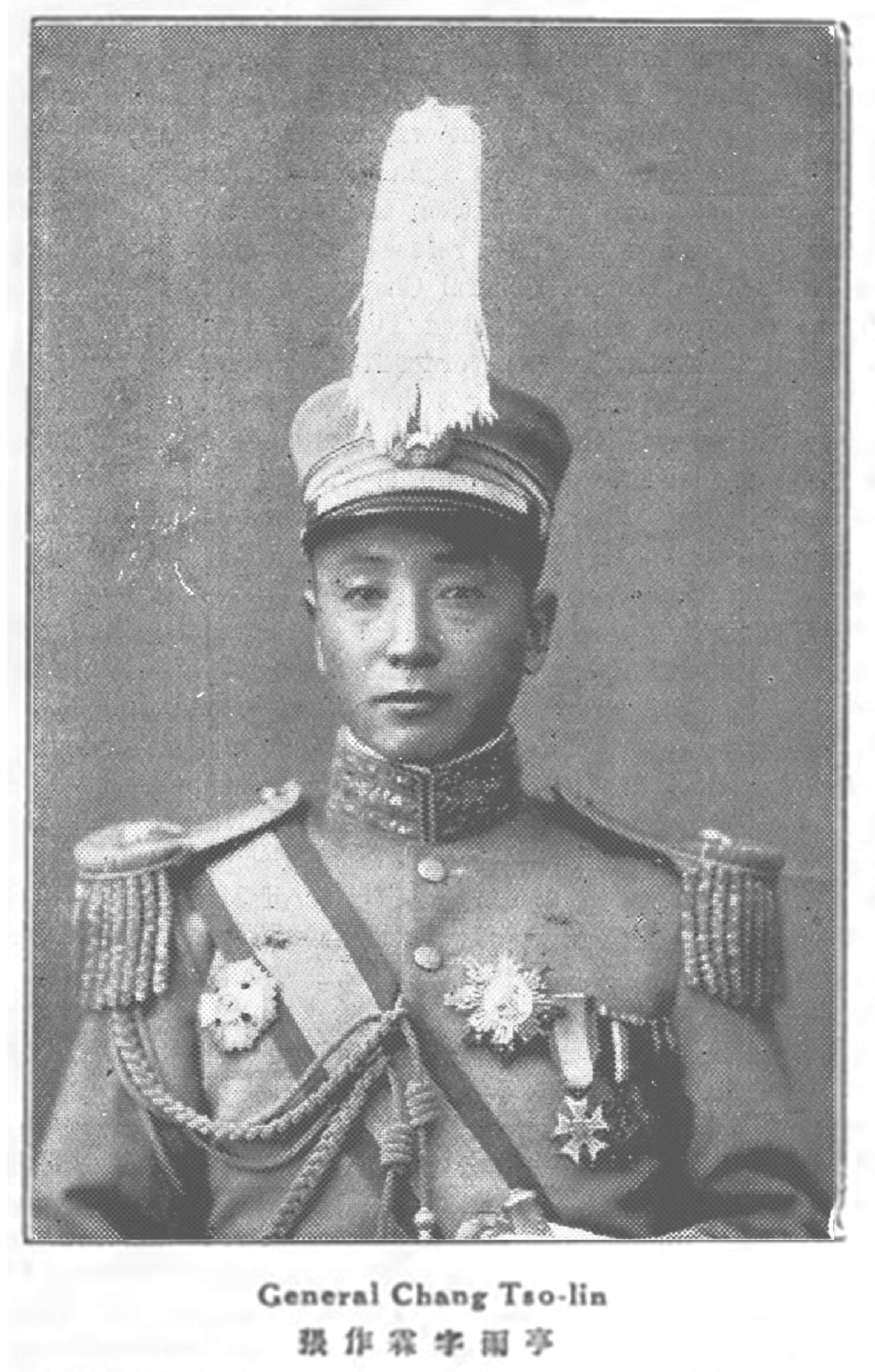
張作霖年輕時的照片

- 1875年（清光緒元年）2月12日生于奉天海城驾掌寺村（今辽宁省盘锦市大洼县东风镇叶家村下属“张家窝堡”自然村）。
- 1889年（清光緒十五年）父张有财亡，兄妹4人随母前往广宁县二道沟乡（今黑山县绕阳河镇）生活。卖过包子、煎餅，当过货郎、学过木匠，還一度到山中採藥，後随继父学过兽医、相马。
- 1892年（清光緒十八年）在营口高坎镇一带谋生。
- 1894年（清光緒二十年）中日甲午战争，张作霖在营口应募投清朝宋庆毅军。当过宋庆的卫兵。
- 1895年3月甲午战争清军败，离部队回家乡。与广宁县南乡赵家庙村（今北镇市高山子镇赵家村）农户赵占元次女（张学良生母）结婚。后到广宁县城（今北镇市），不久又返回赵家庙村，纠集数十名青壮年，建立一支联村保险队（保安队），投身绿林。
- 1901年除夕，张作霖遭匪首金寿山勾结俄军马队偷袭，损失惨重，率残部8人，逃到台安县桑林子村，后到八角台（今台安县）投靠张景惠，当上了八角台团练长。4月17日，其长子张学良出生于台安县张家窝堡村。
- 1902年11月9日张作霖率200余人被东边兵备道张锡銮和新置新民府知府曾韫招安收编，编为新民府巡警营马队帮带（相当于副营职）。
- 1906年张作霖被提升为统带（相当于团职）。期间，张作霖先后剿除、招安辽西徐翰武、侯占山、金寿山等各路匪徒。特别是智擒悍匪杜立三，清廷发朱批：“予都司张作霖等五员奖叙”，赏银5,000两。
- 1907年张作霖晋升为奉天巡防营前路统领（相当于旅职）。同年，按年龄为序，马龙潭、吴俊升、孙烈臣、张景惠、冯德麟、汤玉麟、张作霖、张作相8人结拜为盟兄弟。
- 1908年—1910年4月，张作霖被调往吉林省郑家屯、洮南一带，追剿蒙匪，晋升为洮南镇守使。
- 1911年10月10日辛亥革命爆发，张作霖以“率兵勤王”为由，抢先由洮南入奉天。东三省总督赵尔巽任其为“奉天国民保安会”军事部副部长，期间大力镇压同盟会革命志士，张作霖受到清廷破格升赏，出任“关外练兵大臣”，赏顶戴花翎。后升为“奉天巡防营务处总办”。
- 1912年袁世凯就任临时大总统，任命张作霖为第二十七师中将师长。
- 1915年袁世凯洪憲帝制时被封为子爵、盛武将军，督理奉天军务兼巡按使。
- 1916年4月22日，袁世凯发表命令，任命廿七师师长张作霖为盛京将军，督理奉天军务。袁死后，张作霖任奉天督军兼省长。
- 1918年张作霖任东三省巡阅使。
- 1920年直皖战争爆发。奉军支持直军，胜利后共同控制北京。
- 1921年5月北洋国务院发布征蒙令，任命张作霖为蒙疆经略使，节制热河、察哈尔与绥远三地。
- 1922年4月—5月，发生第一次直奉战争，奉军战败。战后，张作霖挟“东三省议会”推举自己为东三省保安总司令，成立东三省保安总司令部，并宣布东北自治。
- 1924年，发生第二次直奉战争，奉军胜利。战后，段祺瑞任臨時執政，由张作霖實際控制北洋政府。
- 1925年11月奉軍第三方面軍軍長郭松龄於灤州舉兵發動反奉战争，次年4月，反奉战争失败。
- 1926年12月，就任安国军总司令。
- 1927年4月，杀害李大钊等20名国共人士。6月18日，張作霖在北京就任北洋军政府陆海军大元帅。代表中華民國北洋政府行使統治權，成为北洋政府國家元首，并组成北洋军阀统治时期第32届、也是最后一届内阁，也是北洋军政权最后一个统治者。
- 1928年（民國十七年），张作霖将三女张怀瞳许配赵尔巽之子赵天赐（赵世辉）博士。
- 1928年（民國十七年）4月蒋介石为首，加上冯玉祥、阎錫山、李宗仁的四大集团军的攻击下，奉軍戰場失利。张作霖5月30日宣布奉军撤退。6月3日，张作霖眼見大勢已去，乘火車由北京返回奉天。6月4日清晨，張作霖所乘专列途经沈阳南满路与京奉路交叉路“三孔桥”時，被日本关东军预先埋好的炸弹炸毁，因在皇姑屯以东，史稱皇姑屯事件。张作霖身受重伤，送回沈阳後于当日死去，時年五十三。其子張學良繼承后拒絕日本人的威逼利誘，宣布“東北易幟”，中華民國實現形式上的統一。

## 评价

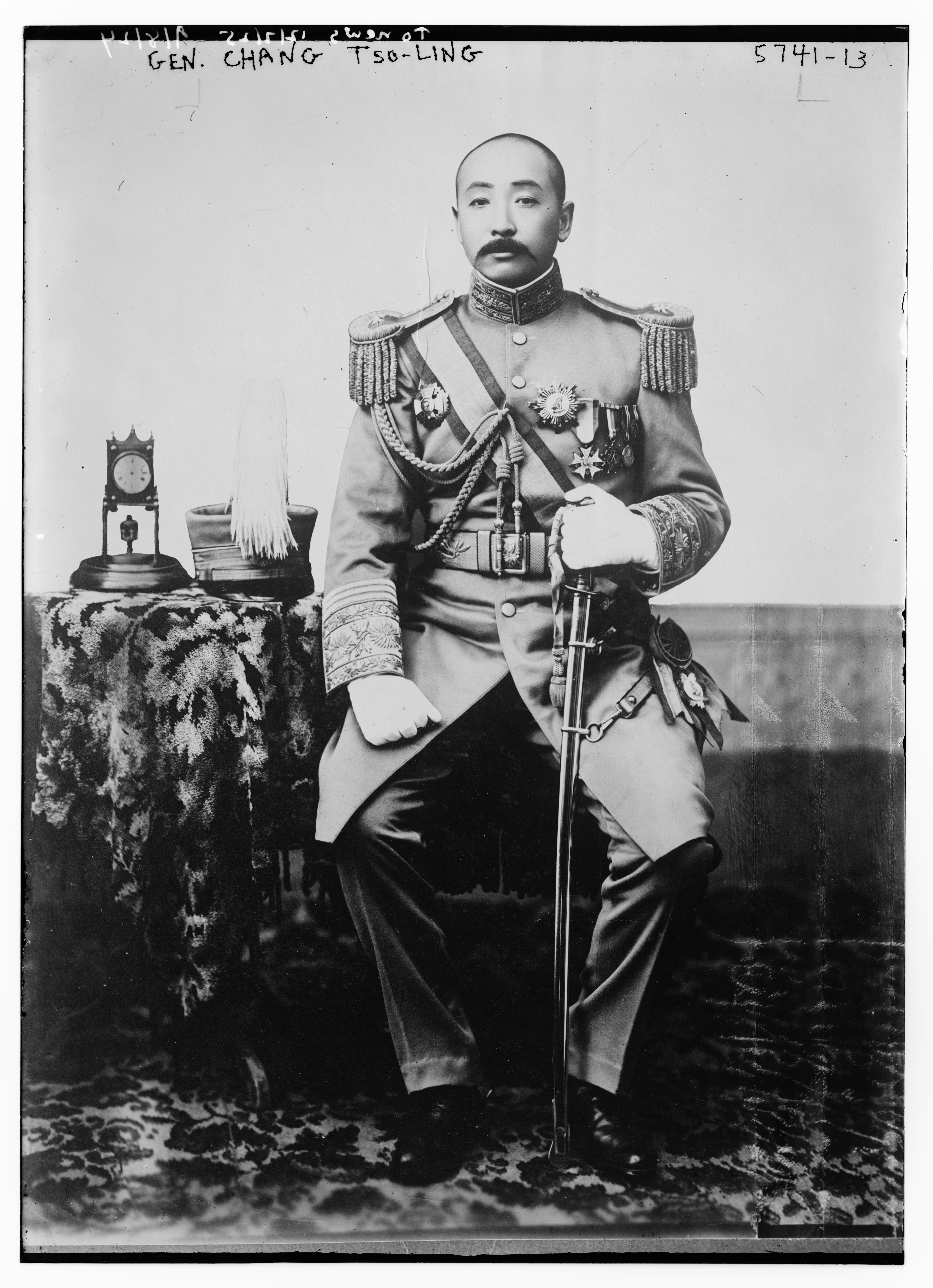

### 正面评价
在民间，尤其是东北民间对張作霖正面评价較多。有人认为張作霖从一个出身低微农民起家，苦心经营方成为显赫一时的人物，相当不简单。也有人认为张作霖治家很严，其子张学良受到的影响很大。張作霖曾事綠林，後又以剿匪起家，對剿滅當時在東北極爲猖獗、破壞人民生產生活的土匪，護國安民做出重要貢獻。
还有一些証据表示，张出身貧寒，僅略進私塾，通曉文字，虽未能受到完整的教育，但他仍重视傳統文化教育，尊敬孔儒。他同時亦重视現代化教育，当然主要是为军事服务的，但客观上也起到了培养人材的作用。1922年（民國十一年）筹建东北大学；1923年（民國十二年）4月，东北大学成立。这所大学在当时师资水平较高，像章士钊、黄侃、梁思成等著名学者曾教书于此。
在民间流传着很多关于张的故事，其智勇、气节得到颇多体现，并流传下「張作霖為日本人作字畫，不寫手『墨』，為不把『土』送給日本，改寫為手『黑』」的故事。這個“张作霖手黑，寸土不让”的典故，少有史料支持，但是張作霖識字，且能為書法是確實的。作为传奇人物，深受他的家乡人民的喜爱。张作为统镇要地的首领，其政治、军事才能都是值得肯定的。被誉为“乱世枭雄”。苏日虽将张作霖视成眼中钉，却也不得不叹服张是个“压不倒的小个子”。
张作霖统治东北时，曾发展工业扩充军备，建立中国当时唯一“海军”、“陆军”、“空军”具全的武力。大量引入山东汉人進入东北，这一移民战略大大充实东北边疆，改变了东三省的人口、民族、文化格局，成为日后日本侵略此地的一大障碍，由於兵工廠的建立，東北軍成爲當時中國唯一一支擁有自主生産火砲和彈藥的軍隊，由於火砲生产的自主，使得東北軍砲兵的火砲數量多，火力猛，砲彈充足，成爲東北軍相較于其他軍閥的優勢兵科。成立东北交通委员会抑制日本进行殖民扩张的工具“满铁”，捍卫国家主权起了很大的作用。
張作霖對蘇聯始終保持警惕，反對共產主義在東北的滲透。
1931年（民國二十年）九一八事变，奉天省淪陷日本之手后，东北盡喪，时人皆称：“大帅（张作霖）在，必不至此！”張學良則評論自己的父親：「有雄才，無大略。」親信楊宇霆說：「張作霖是政治家，不是軍事家。」

### 负面评价
- 内争不止：作为奉系军阀头目始终致力于扩充地盘，主动挑起多场战争，却置国家利益于不顾。利用恩琴白匪占领外蒙古之借口，大肆扩充势力。却不予以收复，造成外蒙古事实独立局面，对历史走向有重大影响[24]。
- 1915年，为支持袁世凯洪憲帝制，镇压游行的学生的领导者。1919年五四运动，张作霖发布命令：“对肇事之徒，严加惩处。”学生不准自由活动，且有警察干涉。1927年4月，逮捕并处决了李大钊等共产党人。
- 對日戰略錯誤：张作霖雖在初期對日本采取亲善政策，如1912年，张作霖和日本驻奉天总领事馆书记深泽说：“日本国在南满洲享有利权，乃属当然，毫不为过[25]。”且大量雇佣日军事人员。但後來奉系受到關內政治觀點影響，奉系開始有人物轉向抗日（包括張學良），张作霖並未認真壓制抗日勢力（尤其是無法說服張學良繼續採取親日戰略）。因此在國民黨北伐之際，日本遂于1928年6月4日在沈阳西郊制造皇姑屯事件，將张作霖暗杀。這導致其子張學良易幟，宣稱歸順國民政府，名義上中國統一。

## 藝術

### 相关文学作品
- 张作霖是单田芳演播的评书《乱世枭雄》的主人公。该书从张作霖幼年时代开始讲起，直到张学良“东北易帜”结束，情节生动，颇受欢迎。

### 影視形象
| 年份   | 劇名                               | 飾演演員 |
| 电影   |                                    |          |
| 2017年 | 《建軍大業》，中國大陸电影         | 王庆祥   |
| 2021年 | 《革命者》，中國大陸电影           | 成泰燊   |
| 電視劇 |                                    |          |
| 1984年 | 《少帅传奇》，中國大陸電視劇       | 吴贵林   |
| 1994年 | 《大帅传奇》，中國大陸電視劇       | 张永峰   |
| 1994年 | 《张学良与郭松龄》，中國大陸電視劇 | 苏廷石   |
| 2005年 | 《关东英雄》，中國大陸電視劇       | 李大强   |
| 2014年 | 《传奇大掌柜》，中國大陸電視劇     | 张光北   |
| 2015年 | 《少帥》，中國大陸電視劇           | 李雪健   |
| 2015年 | 《山河同在》，中國大陸電視劇       | 吳秀波   |

## 家庭
据张学良晚年所说，张家祖上是河北省大城县人，是在道光年间移民东北的。张作霖的父亲叫张有财。张作霖共有姐弟五人，共有妻妾六人，儿女十四个，子八人，女六人。

### 兄弟姐妹
- 有野史稱張作霖與中国共产党創黨者陳獨秀為義兄弟關係[27]。
- 同父异母的姐姐一人，为父前妻邵氏所生；母親王氏，同胞兄妹四人，即张作泰（大哥）、张作孚（二哥）和另一个妹妹。在男孩裡他排行老三。
- 张作泰因为与有夫之妇偷情，該婦人的丈夫來哭訴，要求洗門風，父親张有财一怒之下以棍子打了張作泰，後傷重不治。
- 张作孚在与土匪作战中阵亡，他的长子张学成（字铸卿）、次子张学文（字右卿），以及三个女儿，由张作霖抚养。张学成后来投靠日本人，被张学良派刺客暗殺身亡。

### 结拜兄弟
- 1910年农历九月初九，张作霖携手在剿灭陶克陶胡的战斗中作出重大贡献的七位同伴在洮南府关帝庙结拜为义兄弟，按照年龄，八人的排序如下：[4]:80
  - 马龙潭（1857年—1940年），字腾溪，直隶省天津府庆云县中马村人，时任奉天巡防营右路统领。
  - 吴俊陞（1863年—1928年），字兴权，盛京将军辖区奉天府昌图厅人，时任奉天巡防营后路统领。
  - 冯德麟（1866年—1926年），字麟阁，盛京将军辖区奉天府海城县人，时任奉天巡防营左路统领。
  - 汤玉麟（1869年—1949年），字阁臣，直隶省承德府朝阳县人，时任奉天巡防前路马二营帮带。
  - 张景惠（1871年—1959年），字叙五，盛京将军辖区奉天府台安县人，时任奉天巡防前路马三营帮带。
  - 孙烈臣（1872年—1924年），字赞尧，盛京将军辖区锦州府黑山县人，时任奉天巡防前路马四营帮带。
  - 张作霖（1875年—1928年），字雨亭，盛京将军辖区奉天府海城县人，时任奉天巡防前路统领。
  - 张作相（1881年—1949年），字辅忱，盛京将军辖区锦州府义州人，时任奉天巡防前路马一营帮带。

- 1927年6月14日，张作霖入主北京后，为稳定局势，在潘复家的家庙再次进行了结拜，除第一次结拜中的吴俊陞等五人，又增加七人，排序如下：[4]:81
  - 吴俊升、汤玉麟、张景惠、张作霖、高维岳、张作相、潘复、张宗昌、孙传芳、杨宇霆、韩麟春、褚玉璞。

### 妻妾
- 元配趙春桂（1875年－1912年），趙占元之次女，故又叫趙二妞，1898年生長女張首芳（又名張冠英），1901年生長子張學良（字漢卿），1907年生次子張學銘；
- 繼配盧壽萱（1880年－1974年），奉天北鎮縣人，貌美識字，1907年生次女張懷英，1911年生四女張懷卿，1974年卒於天津。
- 三房戴憲玉（1887年－1916年），奉天北鎮縣人，本已嫁為人婦，因尚未生養，被張作霖再聘為姨太太，其弟戴憲生1915年因醉酒滋事，被張作霖槍決。積慮在心，無子女，後出家當尼姑，一年後過世，終年29歲。
- 四房許澍暘（1888年－1976年），即許夫人，出身於天津教坊，遇事有見解。 1909年生三女張懷瞳，1911年生三子張學曾（字遠卿），1913年生五女張懷曦，1916年生四子張學思。許氏“七七”事變後移居美國。 1949年後，隻身回國，1976年卒於北京。
- 五房壽懿（1898年－1966年），即壽夫人，冠夫姓為張壽懿，奉天旗人，袁姓，明朝抗清名將袁崇煥之八世孫[註 7]，袁崇煥遺腹子袁文弼被編入寧古塔漢軍正白旗。祖父富明阿(袁世福)和父親袁壽山為清末名將[28]。壽懿為黑龍江將軍壽山和外室王松巖的女兒，故又名王雅君（一說名王亞筠[29]）。壽懿受過教育，最得寵，府中事由她掌管。 1920年生五子張學森，1922年生六子張學浚，1924年生七子張學英，1925年生八子張學銓。壽懿“九·一八”事變後居天津，1948年冬離津赴滬，轉道台灣，1966年病故於台灣[30]。
- 王夫人，奉天北鎮縣人，张作霖的原六房，据二夫人卢寿萱的堂侄卢振东回忆，王夫人因患有皮肤病而不受张作霖喜爱，未生育便被张作霖休回家。此后她改嫁黑山县蛇山子村郭某家，在那里终老病死[4]:60。
- 六房馬月清（1905年－1975年），亦作嶽卿，即嶽姑娘，奉天人，原為五房壽夫人身邊丫鬟，1925年生六女張懷敏。一直追隨壽夫人左右，在1975年病逝於台灣。

### 子女
- 八子是：
  - 长子张学良
  - 次子张学铭
  - 三子张学曾，字遠卿，赴美並定居美國，在聯合國工作, 2004年去世；
  - 四子张学思
  - 五子张学森
  - 六子张学浚，1973年在台灣去世，曾供職於軍統；
  - 七子张学英，貧病交加在香港去世；
  - 八子张学铨，一直留在天津，1992年去世。
- 六女是:
  - 长女张冠英，原名首芳，学良胞姐，嫁鲍贵卿之子鲍毓才；
  - 次女张怀英，嫁蒙古亲王那木济勒色楞長子林沁色魯布（漢名包曉峰，母親為克勤郡王晉祺四格格），後不堪虐待，離婚；1935年再婚嫁於陳籙之子陳友濤；
  - 三女张怀瞳，嫁趙爾巽之子，生女為白崇禧三兒媳；
  - 四女张怀卿，嫁张勋之子张梦潮；
  - 五女张怀曦
  - 六女张怀敏。
- 按生年月日大小排列总排行，即：首芳、学良、怀英、学铭、怀曈、学曾、怀卿、怀曦、学思、学森、学俊，学英，怀敏、学铨。他们的年龄相差很大，1898年生首芳，1925年生学铨，前后相差近30年。
- 海外子孙有在东南亚的张哲敏。

### 引用
1. ↑  . 2023-06-05  [2024-06-11]. （原始内容存档于2023-06-05）.
2. ↑  . 2011-03-18  [2024-06-12]. （原始内容存档于2024-06-12）.
3. ↑  張學良口述; 唐德剛著. . 台北: 遠流出版. 2009-03-01. （張學良對唐德剛說）我實在的祖籍是河北大城。……實在是本家姓李，到了張家，姓張。張家的姑娘嫁給姓李的，姓李的生了兒子，張家沒孩子，把姓李的兒子給抱回來。
4. 1 2 3 4 5 6 7 8 9 10 11 12 13 14 15 16 17 18 19 20 21 22 23 24 25 26 27  张氏帅府博物馆 著. . 沈阳: 辽宁教育出版社. 2017-11-01. ISBN 978-7-5382-8433-1.
5. 1 2 3 4 5 6 7 8 9 10 11 12 13 14 15 16 17 18 19 20 21 22 23 24 25 26 27 28 29 30 31  陈廷一; 刘禹著. . 北京: 东方出版社. 2018-01-01. ISBN 978-7-5060-9813-7.
6. 1 2 3 4 5  胡玉海 主编. . 沈阳: 辽海出版社. 2000-06-01. ISBN 7-80649-257-7.
7. ↑  李洁 著. . 北京: 九州出版社. 2019-04-01. ISBN 978-7-5108-7877-0.
8. 1 2 3 4  刘红.  第一版. 北京: 团结出版社. 2017. ISBN 9787512650206.
9. 1 2 3 4  加文·麦考马克 著. . 长沙: 湖南人民出版社. 2014-12-01. ISBN 978-7-5561-0444-4.
10. 1 2 3 4 5  辽宁省政协学习宣传和文史委员会 编. . 沈阳: 辽宁人民出版社. 1999-09-01. ISBN 7-205-04637-8.
11. 1 2 3 4 5  . 赵菊梅著. 《辛亥革命期间张作霖政治表现探析》. 2020-01-19.
12. ↑   (PDF). 张永著. 《辛亥革命时期的十八省建国思想及其后果》. 2017-08-15  [2024-06-13]. （原始内容存档 (PDF)于2024-06-12）.
13. 1 2 3 4  . 2015-03-01  [2024-06-13].
14. 1 2 3  车维汉 朱虹 王秀华 著. . 沈阳: 辽海出版社. 2000-06-01. ISBN 7-80649-257-7.
15. ↑  張學良口述; 唐德剛著. . 台北: 遠流出版. 2009-03-01.
16. ↑   (PDF). 政府公報. 1916-04-23, (108唬)  [2023-05-05]. （原始内容存档 (PDF)于2023-05-29）.
17. ↑   (PDF). 政府公報. 1916-04-24, (109號)  [2023-05-05]. （原始内容存档 (PDF)于2023-05-29）.
18. 1 2 3  胡玉海 里蓉 主编. . 沈阳: 辽宁民族出版社. 2004-12-01. ISBN 7-80644-877-2.
19. ↑  . 申報 (上海). 1917-06-02. 同志皆海內賢豪，何至不如蔡鍔，刻已秣馬厲兵，相機發難，聲罪致討，懲彼羣邪……尚乞周行示我，俾得一致進行……張作霖。勘
20. ↑  . 北京日報 (北京). 1926-12-02.
21. ↑  徐徹、徐悦. . 天津: 百花文藝出版社. 2004. ISBN 7-5306-3943-9.
22. ↑  （《李敖自传》）
23. ↑  . www.wanwan163.com.   [2019-09-29]. （原始内容存档于2019-09-29）.
24. ↑  赵建坤. .   [2019-08-04]. （原始内容存档于2022-04-14）.
25. ↑  《张作霖传》
26. ↑  .   [2008-10-14]. （原始内容存档于2022-04-14）.
27. ↑  吴晓. . 北京档案. 2005-02-22  [2021-04-25]. （原始内容存档于2022-02-19）.
28. ↑  《清史稿》（卷204）：“富明阿，字治安，袁氏，漢軍正白旗人，明兵部尚書崇煥裔孫。崇煥裔死，家流寓汝寧，有子文弼，從軍有功，編入寧古塔漢軍。五傳至富明阿，以馬甲從征喀什噶爾，授驍騎校，洊升參領。富明阿幼年名世福，以馬甲清製，八旗男丁十六歲以上，通過考試可披甲，分入步甲、馬甲。從軍，始有旗名富明阿。”
29. ↑  . 盛京時報 (奉天). 1918-04-17. 張作霖督軍之夫人王亞筠女士於十二日到京……夫人之母氏王松巖女士亦偕同來京
30. ↑  . 遼寧日報集團多媒體數字報紙──半島晨報. 2009-06-27  [2010-07-20]. （原始内容存档于2011-03-17） （简体中文）.